# Atac de Nahariya de 1979
L'Atac de Nahariya (També anomenat Operació Nasser pels seus autors) va ser un atemptat terrorista que va tenir lloc el 22 d'abril de 1979 fou obra de militants del Front per a l'Alliberament de Palestina (FPAP) l'atac va tenir lloc en la ciutat de Nahariya, a Israel. L'atac va ser perpetrat per Abdel Mayid Asslan, Mhanna Salim al-Muayed, i Ahmed Al-Obris, i fou dirigit per Samir Kuntar, qui aleshores tenia 16 anys, tots ells eren palestins militants de l'FPAP provinents del Líban. L'atac va ser una operació en resposta al Tractat de pau egipci-israelià, que fou signat en el mes de març d'aquell mateix any, l'atac va acabar amb la mort de 4 israelians, entre ells dues nenes de quatre i dos anys.

## Desenvolupament de l'atac
Els atacants, tots ells eren membres del Front per l'Alliberament de Palestina grup liderat per Abu Abbas, van navegar des de la ciutat libanesa de Tir, en una petita llanxa a motor cap a les costes israelianes. En arribar la mitjanit, van arribar a les costes de la ciutat de Nahariya, situada a 10 quilòmetres de la frontera.
En descendir a la platja de Nahariya i infiltrar-se en la ciutat israeliana, van tocar el timbre d'una casa cridant paraules en àrab per l'intercomunicador de l'habitatge. Els habitants tement un possible atac van cridar la policia. El grup va aconseguir disparar al policia Eliyahu Sachar, que va seguir-los després de l'incident. L'oficial va ser mort després d'haver-se baixat del vehicle policial i realitzar dos trets d'advertiment, rebent com a resposta diversos trets. Kuntar posteriorment va declarar haver disparat només 30 vegades quan va tenir a l'oficial al davant. Tot això anava en compliment de les instruccions donades des de Beirut pels seus caps.
Posteriorment, el grup es va internar en un conjunt d'habitatges situats al carrer Jabotinsky número 62 de la ciutat de Nahariya. El seu objectiu era el de segrestar dues o tres persones per posteriorment portar-les a territori libanès. En l'intent d'entrar forçosament a un departament amb l'objectiu de segrestar als seus habitants, un dels residents va ferir de mort a un dels integrants del grup, Abdel Majeed Asslan qui va morir en el lloc. A continuació, el grup es va trobar amb Moshé Sasson, un resident que portava a les seves dues filles petites al refugi antiaeri del complex, Kuntar, en adonar-se d'això, va empènyer i va colpejar amb la seva pistola a Sasson, en la part posterior del seu cap. No obstant això, i aprofitant un sobtat tall de llum, va aconseguir escapar al costat de les seves filles i refugiar-se sota un vehicle estacionat. Després el grup va poder ingressar al departament de la família Haran, enportant-se com a ostatges a Danny Haran de 31 anys i a la seva filla de quatre anys anomenada Einat. La mare de la família, Smadar Haran, va poder amagar-se amb la seva filla de dos anys, Yael, en un soterrani acompanyada amb una veïna, l'esposa de Sasson.
El grup de Kuntar va poder arribar fins a la platja a on va tenir lloc un dur tiroteig amb la policia israeliana i amb membres de les Forces de Defensa d'Israel. En al moment en què el grup de segrestadors es va adonar de la presència militar i policial israeliana, Kuntar va disparar un tret a curta distància a Danny, posteriorment el va ofegar en les aigües del mediterrani per assegurar-se que fos mort, tot això va transcórrer en presència de Einat, la filla de Danny. Després, i d'acord amb l'informe forense, els testimoniatges judicials i presencials, Kuntar va colpejar contra una roca el cap de la petita Einat amb la culata del seu rifle, destrossant-li el crani. Anteriorment, la mare, Smadar Haran, havia asfixiat accidentalment a la seva filla de dos anys mentre s'amagava, tapant-li la boca amb el propòsit que no se sentís el seu plor i que els terroristes no poguessin trobar el seu amagatall. Un segon militant, Mhanna Salim Al-Muayed, va morir en el tiroteig a la platja. Kuntar i el quart membre del grup, Ahmed Assad Obris, van ser capturats.

## Judici
Els atacants supervivents, Kuntar i Ahmed Al-Obris, van ser detinguts i empresonats a Israel, tots dos van ser declarats culpables de l'assassinat de quatre persones. Respecte a la mort de Einat, al principi Kuntar va confessar haver-la assassinat amb la culata del seu rifle, no obstant això quan va declarar en el tribunal va assegurar que Danny havia mort pels mateixos trets realitzats pels oficials israelians i que no es va adonar de la mort de Einat.
No obstant això, l'evidencia forense extreta pel patòleg va poder confirmar el primer testimoniatge de Kuntar, en determinar que la mort de la nena va ser deguda als cops d'un objecte contundent i es trobar restes de massa encefàlica de la nena Einat en el rifle de Kuntar.

## Alliberament dels autors
Cap dels dos palestins condemnats va arribar a complir la seva condemna. Ahmed Al-Obris va ser alliberat en el mes de maig de 1985 com a part d'un intercanvi de presoners conegut com el “Assumpte Jibril”. En Kuntar va ser alliberat en l'any 2008 i va tornar al Líban al costat de quatre militants de Hezbolà i les restes de gairebé 200 soldats libanesos i militants de Hezbolà, a canvi dels cossos de Eldad Regev i Ehud Goldwasser, dos soldats israelians segrestats a l'inici de la Guerra del Líban de 2006.
A Israel, Kuntar és considerat l'autor d'un dels atacs terroristes més brutals en la història del país, mentre que en el Líban és àmpliament considerat com un heroi nacional.
Kuntar es va establir a Síria després del seu alliberament. Amb el suport de l'Iran i del govern de Baixar al-Àssad, va estar a càrrec d'una base de Hezbolà en els Alts del Golan, des d'on va dirigir operacions militars contra objectius israelians durant la Guerra Civil Siriana. El 19 de desembre de 2015, una explosió va destruir l'edifici departamental on vivia Kuntar a Jaramana (a 10 quilòmetres al sud-est de Damasc), matant-ho a ell i a vuit militants sirians de Hezbolà. En un primer moment, el Govern sirià va acusar de l'atac a la Força Aèria Israeliana, fins que el dia 21 de desembre, combatents de l'Exèrcit Lliure Sirià van reivindicar l'autoria de l'atemptat.